# پنگوئن وایتاها
پنگوئن وایتاها (به انگلیسی: Waitaha Penguin) گونه‌ای پنگوئن جدید است که توسط دانشگاه اتاکو و دانشگاه آدلاید کشف شد. دانشمندان می‌گویند که استخوان‌های به جامانده از آن‌ها برای ۱۰۰ سال تا ۵۰۰ سال پیش بوده‌است و آن‌ها پنگوئن‌های مدرنی بوده‌اند. دانشمندان در ابتدا بر این باور بودند که این پنگوئن از نسل پنگوئن‌های چشم‌زرد است اما دی‌ان‌ای که از نیمه استخوان‌های این جانوران به دست آمد نشان داد که این پنگوئن‌ها، گونه‌ای پنگوئن متفاوت بوده‌اند. این پنگوئن‌ها در حال حاضر منقرض شده‌اند.